# Synagoga w Tallinnie

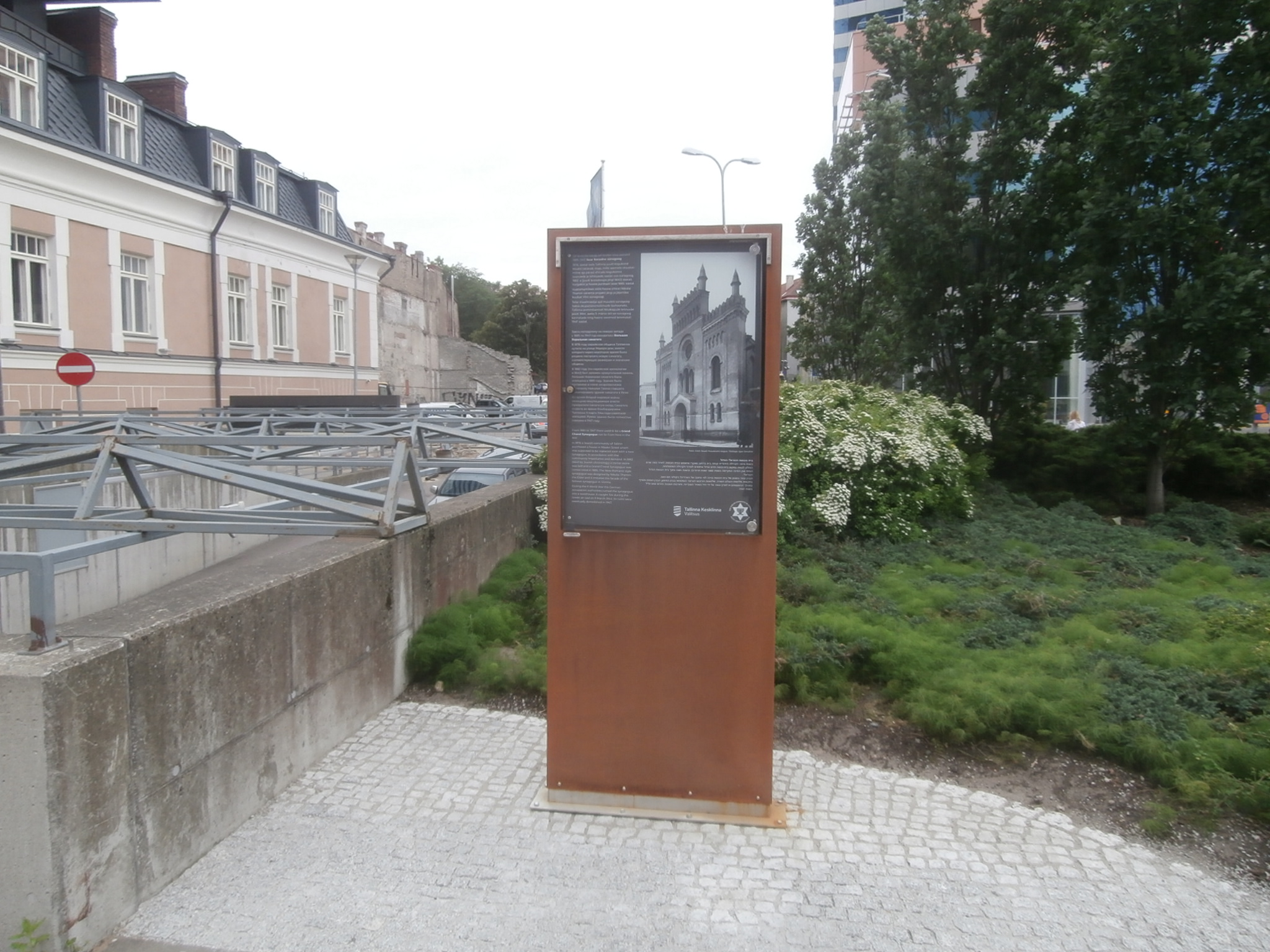
Miejsce po synagodze obecnie

Synagoga w Tallinnie (est. Tallinna sünagoog) – nieistniejąca synagoga znajdująca się w Tallinnie, stolicy Estonii, przy ulicy Maakri 5. Do czasu zniszczenia była największą synagogą w kraju.
Synagoga została zbudowana w latach 1880–1883, regularne nabożeństwa odbywały się w niej do wybuchu wojny radziecko-niemieckiej w 1941 roku. Podczas II wojny światowej synagoga została zdewastowana przez hitlerowców – używano jej m.in. jako składu. W maju 1944 roku synagoga została doszczętnie zniszczona podczas powietrznego ataku bombowego dokonanego przez Związek Radziecki, podczas akcji odbijania Tallinna z rąk niemieckich. Po zakończeniu wojny na bazie ocalałych ścian zbudowano dom związków zawodowych.